# لانگ شات (فیلم ۲۰۱۹)
لانگ شات (انگلیسی: Long Shot)، فیلمی در ژانر کمدی‑رمانتیک به کارگردانی جاناتان لوین است که در سال ۲۰۱۹ منتشر شد.

## بازیگران
- شارلیز ترون در نقش شارلوت فیلد (وزیر امور خارجه ایالات متحده آمریکا)
- ست روگن در نقش فرد فلرسکی (روزنامه‌نگار بی‌کار)
- الکساندر اسکارشگرد در نقش جیمز استورارت (نخست‌وزیر کانادا)
- رندل پارک رئیس فلرسکی
- باب ادنکیرک در نقش رئیس جمهور ایالات متحده آمریکا
- اندی سرکیس در نقش پارکر ومبلی
- جون دایان ری‌فیل در نقش مگی میلیکین

## داستان
فرد فلارسکی (ست روگن) یک خبرنگار بیکار است که اسیر بدشانسی شده. او تصمیم می‌گیرد به سراغ دوست دوران کودکی‌اش شارلت فیلد (شارلیز ترون) برود که از قضا حالا به یکی از قدرتمندترین افراد دنیا تبدیل شده است. شارلت فیلد وزیر امور خارجه است که بنا دارد نامزد انتخابات ریاست جمهوری شود.